# Литургия (Древняя Греция)
Литурги́я (др.-греч. λειτ-ουργία, λῃτουργία — буквально: «общественная работа»; «государственная служба», от др.-греч. λήῐτον — «общество, государство» + др.-греч. ἐργᾰσία, ἐργασίη — «работа, труд») — общественная повинность в Афинах для всех граждан с имущественным цензом не ниже трёх талантов.
Эти граждане должны были, в порядке известной очереди, выполнять литургии за свой счёт. Литургии делились на две категории: регулярные и чрезвычайные.
Регулярные литургии: хорегия, гимнасиархия, эстиасис, архитеория (др.-греч. χορηγία, γυμνασιαρχία, ἑστίᾱσις, ἀρχιθεωρία).
Чрезвычайные литургии: триерархия, происфора (др.-греч. τριηραρχία, προεισφορά).
Литургии удовлетворяли некоторым государственным нуждам или содействовали великолепию известных религиозных празднеств. Эти литургии требовали тем больших расходов, чем более отдельные личности из честолюбия или из желания снискать себе расположение народа старались перещеголять друг друга блеском и пышностью, Литургии составляли, таким образом, как бы часть доходов государственных (др.-греч. πρόσοδοι), так как они избавляли государство от многих расходов. Как личные услуги делу общественному (др.-греч. λήϊτον, λει̃τον), они совершенно отличны от налогов имущественных (др.-греч. ει̉σφορά), которые разве только в переносном смысле можно относить к литургии.
Освобождены были от литургии только архонты, дочери-наследницы всего имущества (разумеется, до выхода своего замуж), несовершеннолетние (которые ещё после наступления совершеннолетия освобождались на один год). К литургии были привлекаемы также и метэки.

## Регулярные литургии

### Хорегия
Хорегия (др.-греч. χορ-ηγία, от др.-греч. χορός — «хор» + др.-греч. ἐργᾰσία, ἐργασίη — «работа, труд») — самая значительная из обыкновенных литургий, состояла в выделении средств на музыкальные и хоровые состязания и в постановке хоров для драматических представлений во время общественных празднеств. Первоначально хорегом назывался «руководитель хора», обучавший его участников и исполнявший обязанности, позднее распределённые между корифеем и дидаскалом. Расходы по организации хорических представлений до введения Клисфенова законодательства (507 год до н. э.) падали на тех частных лиц, которые добровольно изъявляли желание принять участие в устройстве того или другого празднества. Около 500 года до н. э. государство приняло в собственное заведование устройство празднеств и связанных с ними драматических и иных представлений и установило хорегию как повинность, которой взамен подоходного налога были обложены богатые граждане, имевшие имущественный ценз минимум в 3 таланта. Хорегами, как и участниками хора (хоревтами), в Афинах могли быть только граждане: метойки допускались к исполнению хорегических обязанностей только на Ленеях. За допущение негражданина хорег присуждался к уплате 1000 драхм. Хорегии были установлены для устройства лирико-дифирамбических хоровых состязаний (на Великих Дионисиях), Пиррихистических агонов (на Малых Панафинеях), трагедических и (с 467 года до н. э.) комедических состязаний; кроме того, архонтом назначались хорегии для устройства хоров, отправляемых на Делос, и для хорового состязания на празднике Фаргелий (в честь Аполлона).
Гражданин, которому досталась хорегия, должен был сформировать хор, обучить его, уплатить жалованье хоревтам, найти помещение для обучения хора, вознаградить особого учителя (дидаскала), музыканта и четвёртого актёра, если он был нужен, наконец, озаботиться приобретением костюмов и масок и составлением в случае необходимости добавочного хора. Хореги по устройству музыкально-лирических состязаний предлагались филами, по одному от каждой для Дионисий и по одному от каждых двух фил — для Фаргелий. За 11 месяцев до представления архонт присуждал по жребию хорега поэту (или, наоборот, хорегу — поэта), просившему о назначении хора. Для устройства трагедического и комедического агона хорегии назначались архонтом из всех наиболее состоятельных афинян (позднее хореги для комедических состязаний избирались филами). Издержки по исполнению хорегий были вообще значительны, тем более, что некоторые хореги, не довольствуясь необходимой нормою расходов, из тщеславия или иных побуждений не стеснялись в тратах, лишь бы отбыть свою повинность с возможно большим блеском. По свидетельству Лисия, произведённые его клиентом расходы по устройству хорового состязания на Великих Дионисиях составляли около 5000 драхм, постановка мужского хора на Фаргелиях обошлась в 2000 драхм, трагедического хора — в 3000 драхм, комедического хора — в 600 драхм, киклического хора на Малых Панафинеях — в 300 драхм, пиррихистического хора на Великих Панафинеях — в 800 драхм, хора мальчиков — в 500 драхм. Для облегчения этой повинности в 406 году до н. э. было допущено совместное исполнение её двумя лицами, но этот порядок держался недолго. Иногда хорег слишком скупился на расходы; но в таких случаях архонт мог принимать принудительные меры.
Флейтист (кларнетист), присутствие которого было необходимо на дифирамбических состязаниях, первоначально нанимался самим поэтом, который за своё произведение получал гонорар от государства; в IV веке до н. э. флейтисты даются хорегам по жребию, так как с постепенным упадком дифирамбической поэзии главная роль в исполнении дифирамба перешла к флейтисту, как представителю музыкальной части пьесы.
Хорег, победивший на музыкальном состязании, получал от филы в награду венок и право поставить в храме того бога, в честь которого устраивался праздник, доску с записью о победе; кроме того, почётной наградой победителей-хорегов служили треножники, выставлявшиеся, с подобающими надписями, в общественном месте, смотря по средствам победителя — то на простых плитах, то на богатых и подчас величественных и грандиозных подставках и сооружениях. В Афинах была целая улица с такими трофеями (на восток от Акрополя), из которых выдающимися по художественным достоинствам считались сохранившиеся до наших дней в полуразрушенном состоянии памятники хорегов Лисикрата (334 год до н. э.) и Фрасилла (319 год до н. э.).
В начале IV века до н. э. вследствие обеднения народа хорегическая повинность стала признаваться всё более и более обременительной. К концу IV века до н. э. государство, чтобы не дать драматическому и музыкальному искусству погибнуть, отменило хорегии, приняв связанные с ними обязанности на себя и поручив заведование праздничными состязаниями подотчётному агонофету, избиравшемуся на один год. Хорегии существовали не только в Афинах, но и всюду, где процветало драматическое и музыкальное искусство; но постепенно, как и в Афинах, это учреждение было упразднено. В I веке до н. э. афиняне сделали попытку восстановить древнюю хорегию; в эпоху императоров хореги упоминаются наряду с агонофетами.

### Гимнасиархия
Гимнасиархия (др.-греч. γυμνᾰσι-αρχία, от др.-греч. γυμνάσιον — «гимнасий» + др.-греч. ἀρχή — «управление, власть»), которую следует отличать от позднейшей гимнасиархии во времена Римской империи, состоявшей в надзоре за гимнастическими заведениями гимнасиями. Гимнасиархии в древнем значении должны были содержать на свой счёт (т. е. платить жалованье и кормить) тех, которые готовились к гимнастическим состязаниям во время празднеств, а также приличным образом украсить саму арену состязаний. Они, конечно, имели также надзор за ними. Самая значительная литургия этого рода была лампадархия, состоявшая в устройстве «бега с факелами» (др.-греч. λαμπάς, λαμπαδηφορία, λαμπαδηδρομία), который в Афинах исполнялся юношами в следующие пять праздников (особенно богов света и огня): в праздник Гефеста, в праздник Прометея, в Панафинеи, в Бендидии или праздник Артемиды Бендидской, богини луны, наконец, в праздник Пана, бога огня. Бег с факелами совершался первоначально пешком, во времена же Сократа в первый раз на конях.
Бег происходил от алтаря Прометея в Академии до города. Искусство в этого рода состязаниях состояло в том, чтобы добежать первым до цели, не потушив факела или восковой свечи. Бег ставился ещё труднее, когда при этом происходила передача факелов (др.-греч. διάδοσις). Эту передачу, вероятнее всего, объясняют таким образом, что бегавшие были расставлены на известном расстоянии друг от друга и первые, добежав до своего места, передавали факел вторым, которые бежали дальше и передавали их третьим и т. д. Издержки на этого рода литургии увеличивались ещё от того, что необходимо было оставить место состязаний, так как бег с факелами происходил ночью. По свидетельству Лисия, гимнасиархия в Прометеи стоила 1200 драхм. Гимнасиарх, одержавший победу, посвящал, подобно хорегу, какой-нибудь памятник своей победы.

### Эстиасис
Эстиасис (др.-греч. ἑστίᾱσις — «угощение, пиршество») — угощение членов филы лицом, выбранным из их среды и называвшимся гестиатором (др.-греч. ε̉στιάτωρ). По какому принципу производились эти выборы — неизвестно. Это угощение следует отличать от больших народных угощений, устраивавшихся на средства из особой государственной кассы — теорикона (др.-греч. θεωρικόν).

### Архитеория
Архитеория (др.-греч. α̉ρχι-θεωρία, от др.-греч. ἀρχή — «управление, власть» + др.-греч. θεωρία — «осмотр или посещение чужих стран; теори́я (религиозное посольство из одного греческого государства в другое для участия в празднествах и играх)») — снабжение всем необходимым священных посольств (др.-греч. θεωρίαι), отправляемых на 4 главных национальные праздника в Делос и в другие священные места, причём государство давало со своей стороны пособие.

## Чрезвычайные литургии

### Триерархия
Триерархия (др.-греч. τριηραρχία — «командование триерой», от др.-греч. τρι-ήρης — «триера» + др.-греч. ἀρχή — «управление, власть») — самая дорогая и обременительная из всех чрезвычайных афинских литургий, то есть натуральных повинностей, которые отправлялись в виде бесплатных общественных должностей.
Триерархия состояла в обязанности снарядить построенный государством военный корабль — триеру, в продолжение всей кампании содержать его в боевой готовности и командовать кораблём. По истечении года триерарх должен был возвратить корабль в исправном виде и дать отчёт логистам. В древнейшие времена этой литургии в Афинах не было. До персидских войн в Афинах было мало кораблей: каждая из 48, а после Клисфена из 50 навкрарий должна была снаряжать по одному кораблю. После значительного увеличения флота, предпринятого Фемистоклом, о навкрариях более не упоминается: они, очевидно, были упразднены и заменены триерархией.
Триерархия освобождала гражданина в продолжение данного года от всех прочих литургий. Нельзя было принудить триерарха отправлять эту обязанность два года подряд. Если кто-нибудь находил, что литургия эта подобает не ему, а более богатому гражданину, то мог предложить её последнему, если тот отказывался, первый мог требовать обмена имуществами (др.-греч. άστιοσις); при несогласии на это, дело представлялось в суд, который решал, кому из тяжущихся отправлять данную литургию.
Первоначально триерархи получали от государства каждый по одному таланту; впоследствии они получали только судно без оснастки, жалованье экипажу и продовольственные деньги. Издержки триерархии обыкновенно достигали значительной суммы (от 40 мин до 1 таланта). Не удивительно поэтому, что уже рано (после Сицилийской экспедиции) стали иногда прибегать к раскладке издержек на двух граждан, тем более, что вследствие Пелопоннесской войны граждане значительно обеднели; государство даже стало предоставлять снасти. Но и это не помогло; граждане вместо того, чтобы заведовать кораблём, отдавали оснастку корабля на откуп, от чего страдали интересы государства. Поэтому в 357 году до н. э. прежние постановления были упразднены и на триерархии было распространено учреждение симморий таким образом, что к триерархии привлекались только 1200 самых зажиточных граждан, разделённых на 20 симморий, по 60 человек в каждой. Каждая симмория имела своего начальника (гегемона) и казначея (эпимелета). Главную роль в симмориях играли 300 богатейших граждан, которые избирались из каждой симмории по 15 человек; из их среды выбирались гегемоны. Каждая симмория была кроме того ещё разделена на несколько синтелий (др.-греч. συντελειαι), в которых состояло от 2—16 человек, смотря по тому, сколько у каждого было имущества, или сколько в данном году требовалось кораблей.
Однако и это не повело ни к чему, так как богатейшие граждане действовали во вред своим менее зажиточным товарищам. Поэтому в 340 году до н. э., по предложению Демосфена был введён новый закон: все зажиточные люди обязывались принимать участие в снаряжении таким образом, что тот, кто имел 10 талантов, должен был снарядить 1 корабль, кто имел 20 талантов — 2 корабля (но ни в каком случае не более 2 кораблей), а имевший менее 10 талантов, соединялся с другими, также менее богатыми товарищами, чтобы вместе с ними достигнуть суммы 10 талантов. Подробности этого закона неизвестны, так как он не сохранился; известно лишь, что он с незначительными, быть может, изменениями продолжал существовать и впоследствии. Надзор со стороны государства над правильным исполнением триерархом своих обязанностей имели 10 апостолевсов (др.-греч. ἀποστολεύς, ἀποστολέως), которые даже имели право связать и посадить в темницу не исполняющего своих обязанностей.

### Происфора
Происфора (др.-греч. προ-εισφορά — «досрочно уплаченный») — досрочно уплаченный за кого-либо имущественный налог.